# 香港潮商集團
香港潮商集團有限公司，簡稱香港潮商集團（英語：Hong Kong Chaoshang Group Limited，港交所：2322），在1970年，由前主席劉振明，於香港（總部）成立「Sam Woo Engineering Works」，1980年，成立「三和地基有限公司」，其第二次前身為「仁瑞投資控股有限公司」。
主席為鄭菊花，業務當時在香港和澳門經營地基和勘探，現時主要經營船舶租賃、貿易、融資租賃、借貸和海鮮批發。
股份曾在2003年4月9日於港交所主板上市，當時是以「三和集團有限公司」名義上市，當時招股價為0.67港元，集資為5025萬港元，發行新股為7500萬股，其易手後，更名為「仁瑞投資控股有限公司」。
2019年7月22日，英文更名為「Hong Kong Chaoshang Group Limited」，而2019年8月13日，中文更名為「香港潮商集團有限公司」。

## 外部連結
- chaoshang.hk （页面存档备份，存于）